# Adrian Meyer

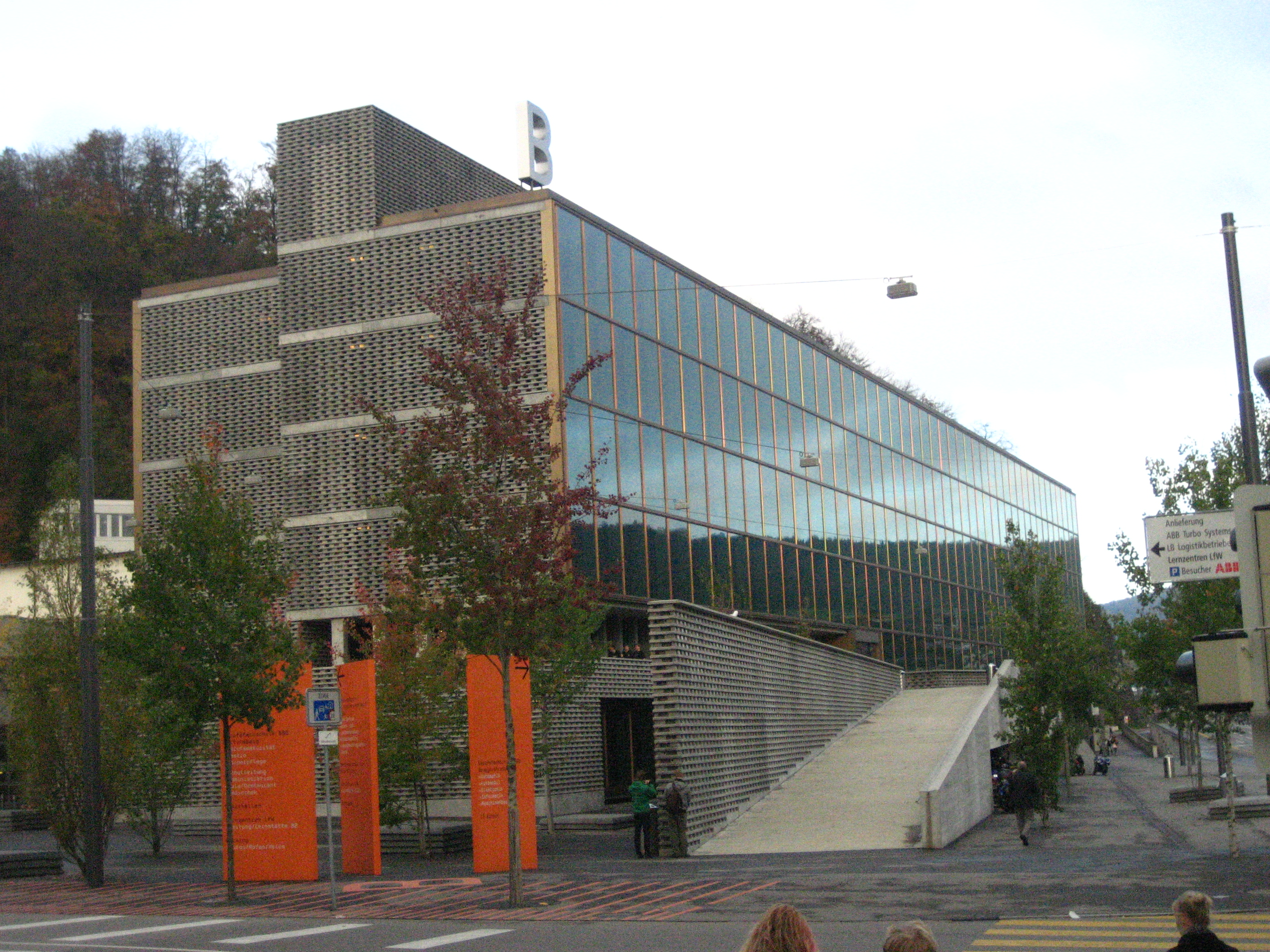
Berufsbildungszentrum i Baden.

Adrian Meyer, född 29 oktober 1942, är en schweizisk arkitekt och professor emeritus vid ETH i Zürich.
Meyer studerade till arkitekt vid en högskola i Zürich (dock inte ETH) och flyttade senare till Baden där han 1970, tillsammans med vännen Urs Burkard, grundade kontoret Burkard Meyer Architekten. Kontoret koncentrerade sig tidigt på offentliga byggnader och har genom åren fått flera stora uppdrag i och omkring Baden. I början av 2000-talet kom man att uppmärksammas både nationellt och internationellt för sin strama och avskalade arkitektur i välbearbetad betong. Den ABB-anknutna fackskolan Berufsbildungszentrum Baden (BBB) som uppfördes mellan 2002 och 2006 är ett gott exempel på denna arkitektur, som i sin rena saklighet kan kategoriseras som nystrukturalistisk.
Adrian Meyer blev 1993 gästprofessor vid ETH och var 1994–2008 professor i arkitektur vid samma lärosäte.